# بنت القنصل
بِنْتُ القُنْصُلِ أو بنت قنصل صفراء أو بو كريمة أو بنت كريمة أو يوفوربيا (اسم العلمي: Euphorbia pulcherrima) نوع نبات ينتمي لجنس الفربيون من الفصيلة اليتوعية. وهي شجيرة مستديمة الخضرة يتراوح ارتفاعها بين 1-3 م أفرعها كثيرة وساقها قصيرة، والأوراق مسننة عروقها ظاهرة، والأزهار تظهر في الشتاء وتظهر معها القنابات الورقية الحمراء، والثمار لا تظهر، والجذور منتشرة وعميقة، ومعدل النمو للشجيرة سريع ثم بطيء. جد مستعملة في الأعياد المسيحية كعيد الميلاد.
هذه النبتة لا تزهر في اليوم الطويل حيث أنها تحتاج أن تظل على الأقل 12 ساعة في الظلام. وإذا لامست عصارتها التي تشبه اللبن الجلد فإنها تسبب تهيجه. وإذا ابتلع الإنسان جزء منها على سبيل الخطأ فإنها من الممكن أن تسبب تسمم.[بحاجة لمصدر]